# Campionati europei di nuoto in vasca corta 2012 - 50 metri stile libero maschili
La gara dei 50 metri stile libero maschili dei Campionati europei di nuoto in vasca corta 2012 si è svolta il 22 novembre. Le batterie di qualificazione si sono disputate al mattino, semifinali e finale nel pomeriggio.

## Medaglie
| Posizione | Atleta             | Nazione |
| --------- | ------------------ | ------- |
| Oro       | Florent Manaudou   | Francia |
| Argento   | Vladimir Morozov   | Russia  |
| Bronzo    | Frédérick Bousquet | Francia |

## Qualifiche
Si sono qualificati per le semifinali un massimo di due atleti per nazione.
| Pos. | Atleta              | Nazionalità | Tempo | Batteria | Corsia | Note |
| ---- | ------------------- | ----------- | ----- | -------- | ------ | ---- |
| 1    | Vladimir Morozov    | Russia      | 21"23 | 4        | 4      | Q    |
| 2    | Frédérick Bousquet  | Francia     | 21"31 | 1        | 1      | Q    |
| 3    | Florent Manaudou    | Francia     | 21"40 | 4        | 6      | Q    |
| 4    | Luca Dotto          | Italia      | 21"50 | 3        | 4      | Q    |
| 5    | Andrej Grečin       | Russia      | 21"54 | 4        | 2      | Q    |
| 6    | Federico Bocchia    | Italia      | 21"55 | 4        | 3      | Q    |
| 7    | Evgenij Lagunov     | Russia      | 21"64 | 3        | 3      |      |
| 8    | Kemal Arda Gürdal   | Turchia     | 21”69 | 3        | 6      | Q    |
| 9    | Andrij Hovorov      | Ucraina     | 21”75 | 3        | 5      | Q    |
| 10   | Pieter Timmers      | Belgio      | 21”77 | 4        | 1      | Q    |
| 11   | Jasper Aerents      | Belgio      | 21”82 | 5        | 2      | Q    |
| 12   | Ari-Pekka Liukkonen | Finlandia   | 21”85 | 5        | 5      | Q    |
| 13   | Krisztián Takács    | Ungheria    | 21”86 | 4        | 5      | Q    |
| 13   | Tomáš Plevko        | Rep. Ceca   | 21"86 | 4        | 7      | Q    |
| 15   | Amaury Leveaux      | Francia     | 21”88 | 3        | 2      |      |
| 16   | Konrad Czerniak     | Polonia     | 21”92 | 5        | 4      | Q    |
| 17   | Vitalij Syrnikov    | Russia      | 22”07 | 5        | 7      |      |
| 18   | Jan Šefl            | Rep. Ceca   | 22”08 | 1        | 7      | Q    |
| 19   | Flori Lang          | Svizzera    | 22”12 | 5        | 6      | Q    |
| 20   | Yoris Grandjean     | Belgio      | 22”13 | 5        | 1      |      |
| 21   | Ralf Tribuntsov     | Estonia     | 22”21 | 2        | 1      |      |
| 21   | Pjotr Degtjarjov    | Estonia     | 22”21 | 4        | 8      |      |
| 21   | Dominik Kozma       | Ungheria    | 22”21 | 5        | 3      |      |
| 24   | Andrei Tuomola      | Finlandia   | 22”23 | 3        | 8      |      |
| 25   | Stijn Depypere      | Belgio      | 22”24 | 3        | 7      |      |
| 26   | İskender Baslakov   | Turchia     | 22”26 | 2        | 2      |      |
| 26   | Boris Stojanović    | Serbia      | 22”26 | 5        | 8      |      |
| 28   | Roman Kučík         | Slovacchia  | 22”29 | 2        | 3      |      |
| 29   | Barry Murphy        | Irlanda     | 22”35 | 1        | 8      |      |
| 30   | Tim-Thorben Suck    | Germania    | 22”37 | 1        | 4      |      |
| 31   | Volodymyr Suščyk    | Ucraina     | 22”38 | 2        | 8      |      |
| 32   | Maximilian Oswald   | Germania    | 22”44 | 3        | 1      |      |
| 33   | Žiga Cerkovnik      | Slovenia    | 22”50 | 2        | 5      |      |
| 34   | Morten Bak Hansen   | Danimarca   | 22”66 | 1        | 2      |      |
| 35   | Toni Kurkinen       | Finlandia   | 22”70 | 2        | 7      |      |
| 36   | Tatu Waltari        | Finlandia   | 22”75 | 2        | 6      |      |
| 37   | Bogdan Plavin       | Ucraina     | 22”80 | 1        | 5      |      |
| 38   | Alon Mandel         | Israele     | 22”85 | 2        | 4      |      |
| 39   | Marko Tiidla        | Estonia     | 22”97 | 1        | 6      |      |
| 40   | Julien Henx         | Lussemburgo | 23”06 | 1        | 3      |      |

## Semifinali
| Pos. | Atleta              | Nazionalità | Tempo | Batteria | Corsia | Note |
| ---- | ------------------- | ----------- | ----- | -------- | ------ | ---- |
| 1    | Florent Manaudou    | Francia     | 20”77 | 2        | 5      | Q    |
| 2    | Vladimir Morozov    | Russia      | 20”79 | 2        | 4      | Q    |
| 3    | Frédérick Bousquet  | Francia     | 21”14 | 1        | 4      | Q    |
| 4    | Federico Bocchia    | Italia      | 21”27 | 1        | 3      | Q    |
| 5    | Konrad Czerniak     | Polonia     | 21”41 | 1        | 1      | Q    |
| 6    | Andrej Grečin       | Russia      | 21”44 | 2        | 3      | Q    |
| 7    | Pieter Timmers      | Belgio      | 21”57 | 2        | 2      | Q    |
| 8    | Jasper Aerents      | Belgio      | 21”60 | 1        | 2      | Q    |
| 9    | Andrij Hovorov      | Ucraina     | 21”66 | 1        | 6      |      |
| 10   | Luca Dotto          | Italia      | 21”69 | 1        | 5      |      |
| 11   | Krisztián Takács    | Ungheria    | 21”70 | 1        | 7      |      |
| 12   | Tomáš Plevko        | Rep. Ceca   | 21”73 | 2        | 1      |      |
| 13   | Flori Lang          | Svizzera    | 21”76 | 2        | 8      |      |
| 14   | Ari-Pekka Liukkonen | Finlandia   | 21”78 | 2        | 7      |      |
| 15   | Kemal Arda Gürdal   | Turchia     | 21”80 | 2        | 6      |      |
| 16   | Ralf Tribuntsov     | Estonia     | 22”08 | 1        | 8      |      |

## Finale
| Pos. | Atleta             | Nazionalità | Tempo | Corsia |
| ---- | ------------------ | ----------- | ----- | ------ |
| 1    | Florent Manaudou   | Francia     | 20”70 | 4      |
| 2    | Vladimir Morozov   | Russia      | 20”89 | 5      |
| 3    | Frédérick Bousquet | Francia     | 20”97 | 3      |
| 4    | Pieter Timmers     | Belgio      | 21”52 | 1      |
| 5    | Federico Bocchia   | Italia      | 21”61 | 6      |
| 6    | Andrej Grečin      | Russia      | 21”64 | 7      |
| 7    | Konrad Czerniak    | Polonia     | 21”70 | 2      |
| 8    | Jasper Aerents     | Belgio      | 21”75 | 8      |